# اپینیا، استان مرکزی
اپینیا، استان مرکزی (به لاتین: Ampitiya, Central Province) یک منطقهٔ مسکونی در سری‌لانکا است که در استان مرکزی (سری‌لانکا) واقع شده‌است.